# Timarete dollfusi
Timarete dollfusi är en ringmaskart som först beskrevs av Fauvel 1928.  Timarete dollfusi ingår i släktet Timarete och familjen Cirratulidae. Inga underarter finns listade i Catalogue of Life.